# إليزابيث ك. ميلر
إليزابيث ك. ميلر (بالإنجليزية: Elizabeth C. Miller)‏ هي عالمة كيمياء حيوية أمريكية، ولدت في 2 مايو 1920 في منيابولس في الولايات المتحدة، وتوفيت في 14 أكتوبر 1987.